# مقام النبي صالح
مقام النبي صالح هو مقام خاص بالنبي صالح، وقد تضاربت الأقوال حول مكانه، حيثُ قيلَ إنهُ يقع في قرية النبي صالح في فلسطين، وقيل إنه في مدينة الرملة، إضافةً إلى مناطق متعددة في السعودية وغيرها. يوجد مقام باسم «مقام النبي صالح» في قرية النبي صالح في رام الله، حيث استمدت القرية اسمها منه، إذ يُظن أن النبي صالح توفيَ في هذه القرية؛ وذلك بسبب وجود قبرٍ في داخلِ المقام.
يُقام في قرية النبي صالح موسم النبي صالح في كل عامٍ ابتداءً من عام 1996، إلا أن هذا التقليد السنوي توقف عام 2000 بسبب إجراءات الاحتلال الإسرائيلي، حيث أقام الاحتلال على مدخل القرية حاجزًا قيد حركة الزوار.